# Staden Düsseldorfs Heinrich Heine-pris

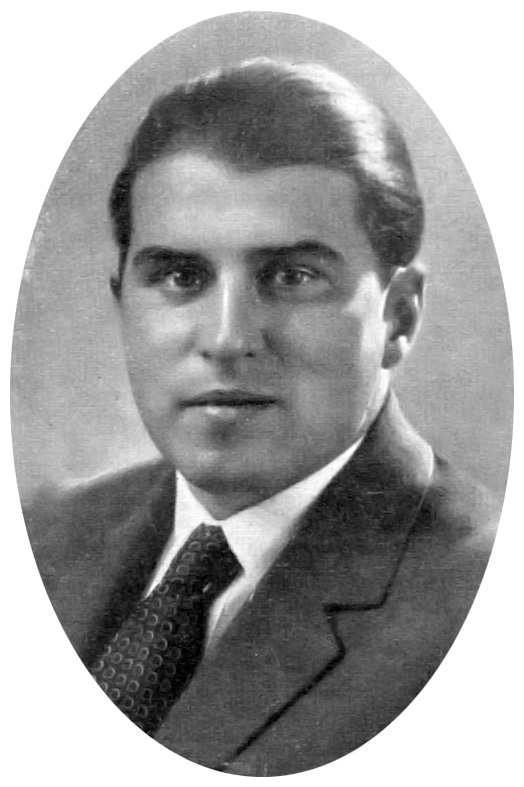
Carl Zuckmayer, den förste mottagaren av Heinrich Heine-priset

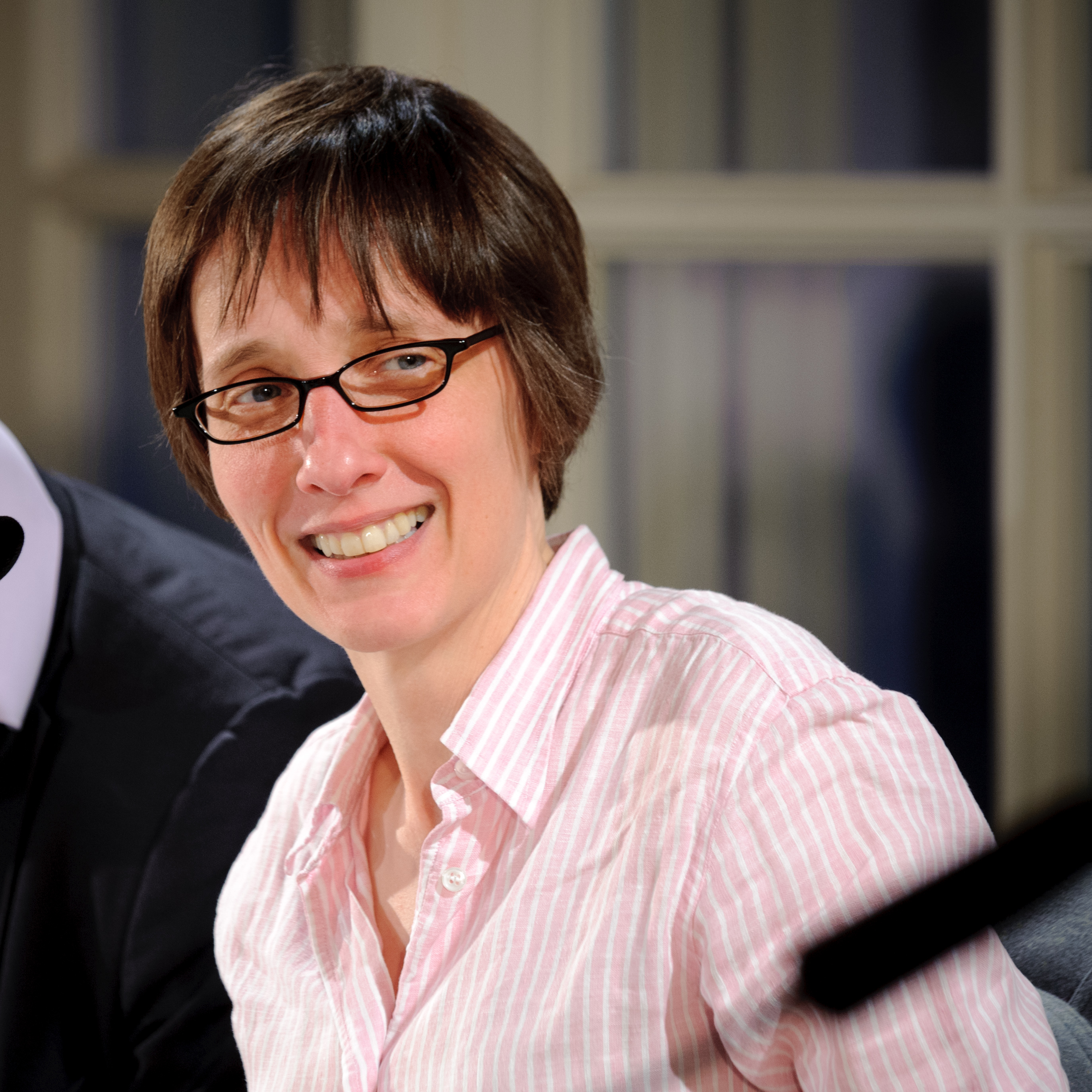
A.L. Kennedy, pristagare 2016

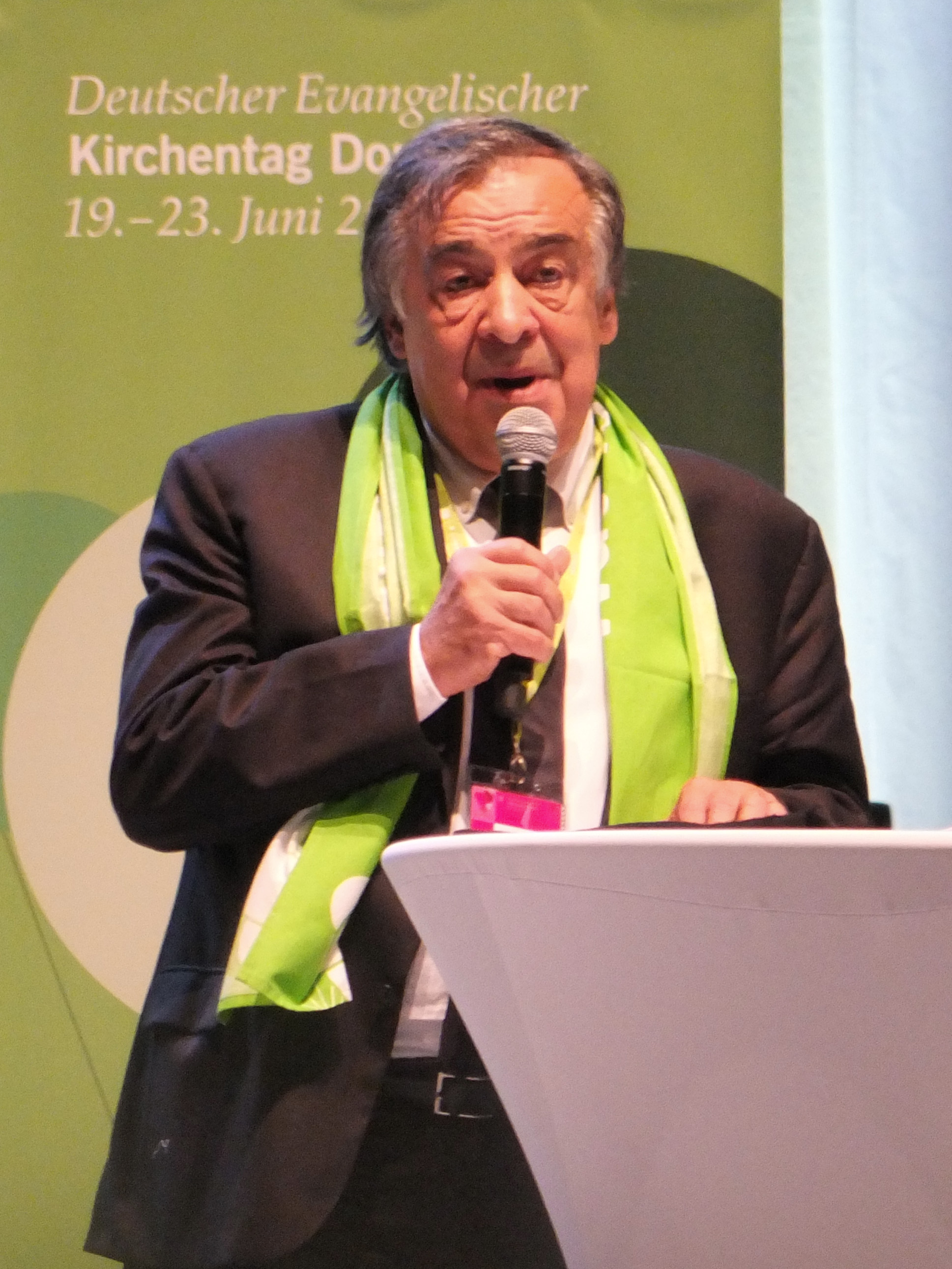
Leoluca Orlando, pristagare 2018

Staden Düsseldorfs Heinrich Heine-pris är ett tyskt litterärt pris, som delas ut av staden Düsseldorf till äreminne av Heinrich Heine. Det har delats ut av staden Düsseldorf sedan 175 år efter Heinrich Heines födelse.
Priset utdelas till personer, som "genom sitt skapande, i samklang med människans grundläggande rättigheter, som Heinrich Heine omfattade befordrar sociala och politiska framsteg, tjänar förståelsen mellan folken eller erkänner alla människors samhörighet“.
Mellan 1972 och 1981 delades det ut vart tredje år, och från 1981 vartannat år, utom 1995. Det var ursprungligen på 25 000 D-mark och är från 2000 på 25 000 euro och från 2006 på 50 000 euro.

## Prisutdelning år 2006
Processen för prisutdelningen 2006 blev förvirrad. Först utsåg prisjuryn den 20 maj 2006 Peter Handke till pristagare med rösterna 12–5, under ordförandeskap av Düsseldorfs överborgmästare Joachim Erwin. Juryns motivering löd: "Egensinnig som Heinrich Heine följer Peter Handke i sitt [författar]verk sin väg till en öppen sanning. Hans poetiska blick på världen sätter honom hänsynslöst mot den offentliga uppfattningen och dess ritualer." 
Joachim Erwin informerade Handke om att han vunnit priset, och Handke tackade ja. Beslutet kritiserades av bland andra delstaten Nordrhein-Westfalens ministerpresident Jürgen Rüttgers och i pressen restes följde krav på Düsseldorfs stadsfullmäktige att denna skulle väga Handkes övriga meriter mot dennes ställningstagande till Slobodan Milošević och de jugoslaviska krigen. Handke hade upprätthållit en flertydigt förhållningssätt till individen Milošević såväl som till krigen på Balkan. Düsseldorfs stadsfullmäktige signalerade att det inte tänkte godkänna juryns val vid en planerad sittning den 22 juni.
I ett brev till Joachim Erwin den 2 juni skrev Handke att han ville att överborgmästaren skulle göra vad han kunde för att hindra en sittning i stadsfullmäktige som i skulle medföra att han och hans verk åter och återigen utsattes för partipolitikers hån (Pöbeleien)". Brevet tolkades som att Handke avsade sig priset och Erwin förklarade att inget pris kommer att delas ut. Det framkommer under processens gång att stadsfullmäktige inte har mandat att överpröva juryns beslut.
Intendenten Claus Peymann på Berliner Ensemble, skådespelarna Rolf Becker och Käthe Reichel och andra tog initiativ till att återuppliva Berliner Heinrich-Heine-Preis som ett alternativt pris till Handke, med en lika stort prisbelopp. Peter Handke avstod från att ta emot detta pris.
Efter meningsmotsättningarna om prisutdelningen 2006 reviderades reglerna för Düsseldorfs Heinrich Heine-pris och stärktes den 13-hövdade juryns auktoritet. Juryns pristagarval gällde därefter som det slutgiltiga.

## Pristagare[5]
- 1972 Carl Zuckmayer
- 1975 Pierre Bertaux
- 1978 Sebastian Haffner
- 1981 Walter Jens
- 1983 Carl Friedrich von Weizsäcker
- 1985 Günter Kunert
- 1987 Marion Gräfin Dönhoff
- 1989 Max Frisch
- 1991 Richard von Weizsäcker
- 1993 Wolf Biermann
- 1996 Władysław Bartoszewski
- 1998 Hans Magnus Enzensberger
- 2000 Winfried G. Sebald
- 2002 Elfriede Jelinek
- 2004 Robert Gernhardt
- 2006 Peter Handke (pristagaren avsade sig priset)
- 2008 Amos Oz
- 2010 Simone Veil
- 2012 Jürgen Habermas
- 2014 Alexander Kluge
- 2016 A. L. Kennedy[6]
- 2018 Leoluca Orlando[7]